# Gewest Drenthe
Het Gewest Drenthe is een van de acht gewesten van de Koninklijke Nederlandsche Schaatsenrijders Bond. Sportcentrum De Bonte Wever in Assen is, behalve in natuurijsperiodes, het middelpunt voor alle schaatsactiviteiten in het gewest. Bij het gewest zijn elf schaatsverenigingen aangesloten die trainen op De Bonte Wever en daarnaast nog circa 65 natuurijsverenigingen. Opvallend is dat een deel van deze verenigingen uit de provincie Overijssel komt.